# Остаци цркве Светог Јована у Словињу
Остаци цркве Светог Јована у Словињу налазе се у насељеном месту Словиње, на територији општине Липљан, на Косову и Метохији. Представљају непокретно културно добро као споменик културе.
Село Словиње је удаљено осам километара источно од Липљана, помиње се у повељама краља, а потом и цара, Стефана Душана, као посед пирга Светог Василија, а касније као посед манастира Хиландара. Цркву посвећену Светом Јовану, подигнуту у време од 14. до 16. века, срушили су Албанци да би од ње саградили џамију.

## Основ за упис у регистар
Решење Покрајинског завода за заштиту споемника културе у Приштини, бр. 975 од 28. 12. 1966. Закон о заштити споменика културе (Сл. гласник СРС бр. 3/66).